# Israel en los Juegos Europeos de Bakú 2015
Israel participó en los Juegos Europeos de Bakú 2015 con una delegación de 141 deportistas. Responsable del equipo nacional fue el Comité Olímpico de Israel, así como las federaciones deportivas nacionales de cada deporte con participación.
El portador de la bandera en la ceremonia de apertura fue el gimnasta Alexandr Shatilov.

## Medallistas
El equipo de Israel obtuvo las siguientes medallas:
| Nombre                                                                 | Deporte          | Competición                       |
| ---------------------------------------------------------------------- | ---------------- | --------------------------------- |
| Oro                                                                    |                  |                                   |
| Sagi Muki                                                              | Judo             | –73 kg M                          |
| Ziv Kalontarov                                                         | Natación         | 50 m libre M                      |
| Plata                                                                  |                  |                                   |
| Yuval Filo Alona Koshevatski Ekaterina Levina Karina Lyjvar Ida Mairin | Gimnasia rítmica | Concurso completo por conjuntos F |
| Yuval Filo Alona Koshevatski Ekaterina Levina Karina Lyjvar Ida Mairin | Gimnasia rítmica | Grupos 3 con mazas y 2 con aro F  |
| Or Sasson                                                              | Judo             | +100 kg M                         |
| Ilana Kratysh                                                          | Lucha libre      | 69 kg F                           |
| Bronce                                                                 |                  |                                   |
| Equipo                                                                 | Atletismo        | Equipo                            |
| Neta Rivkin                                                            | Gimnasia rítmica | Aro F                             |
| Yuval Filo Alona Koshevatski Ekaterina Levina Karina Lyjvar Ida Mairin | Gimnasia rítmica | Concurso completo por conjuntos F |
| Yarden Gerbi                                                           | Judo             | –63 kg F                          |
| Marc Hinawi                                                            | Natación         | 1500 m libre M                    |
| Serguei Richter                                                        | Tiro             | Rifle 10 m M                      |